# József Szakovics

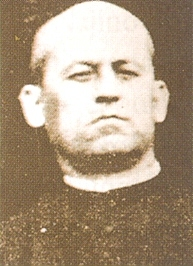
József Szakovics

József Szakovics (deutsch: Joseph Sakowitsch, slowenisch: Jožef Sakovič, * um 2. Februar 1874 in Vadarci, Ungarn, jetzt Slowenien; † 22. September 1930 in Unterzemming, Ungarn) war ein slowenischer Autor von Gebetbüchern und katholischer Priester in Ungarn.
Szakovics wurde in Vadarci (Tiborfa) geboren. Das Gymnasium besuchte er in Kőszeg und Steinamanger, wo er auch sein Studium im Priesterseminar fortsetzte. Am 2. Juli 1899 wurde er zum Priester geweiht. In den ersten vier Jahren danach war er als Kaplan in sechs Gemeinden tätig: in Pápóc, in Zalaegerszeg, in Weiden (Bándol), in Črenšovci (Cserföld), in Tischina (Csendlak), in Cankova (Vashidegkút), in Beltinci (Belatinc), in Rechnitz (Rohonc) und in Unterzemming (Alsószölnök).
Als Kaplan von Tischina gab er im Jahr 1904 das neu bearbeitete Gebetbuch von Miklós Küzmics (Nikolaus Küzmitsch), das Molitvena kniga heraus und begann für das Jahrbuch Kalendar Srcá Jezušovoga (Kalender des Herzens Jesus) zu schreiben.
In Beltinci überarbeitete er den slowenischen Katechismus (Katoličanski Katekizmuš). In den Dörfern der Gemeinde Turnišče ließ er fünf Schulen errichten und wurde zum Präsidenten aller Schulkommissionen der Gemeinde ernannt.
In Turnišče und Polana (Nagypalina) ließ er eine neue Kirche errichten. In Unterzemming ließ er die Kirche, das Pfarramt und anschließend im Jahr 1928 noch dem Glockenturm renovieren.
József Szakovics war zweimal in Unterzemming tätig: zwischen 1909 und 1913 und von 1924 bis zu seinem Tod am 22. September 1930.